# María Rosalinda Guadalajara
María Rosalinda Guadalajara Reyes (Tehuerichi, Carichí, Chihuahua, México) es una líder indígena rarámuri (pueblo conocido también por el etnónimo tarahumara). Es gobernadora de la nación raramuri establecida en Ciudad Juárez, Chihuahua, México.

## Biografía
Llegó siendo niña a Ciudad Juárez, careciendo de un sitio fijo para vivir, por tanto no tuvo oportunidad de ir a la escuela. Realizó sus estudios básicos y de preparatoria siendo adulta en el Instituto Chihuahuense de Educación para los Adultos cuando se estableció en la colonia Tarahumara, un sitio donde habitan cientos de indígenas raramuris en las faldas del cerro. Dado su bilingüismo en rarámuri y español, Rosalinda apoya a otros rarámuris en procesos judiciales como detenciones en ministerios públicos, juicios y audiencias dominando la lengua rarámuri alta y baja.
El 4 de abril de 2014 fue elegida de manera unánime por su comunidad como gobernadora de la nación rarámuri (siríame en rarámuri), cargo voluntario y comunitario que es apoyado por Agripina García, segunda gobernadora y que ratificado como interlocución ante el Ayuntamiento de Ciudad Juárez por los 17 regidores de ese cuerpo de gobierno. Dentro de las labores de gobierno de Guadalajara están además del gobierno, la defensa de los derechos humanos para los rarámuris de la ciudad como el de la alimentación, mediante la gestión de comedores comunitarios y el de la vivienda con la gestión de recursos materiales y obra pública. La gobernadora además ha defendido el derecho a la no discriminación a los rarámuris por usas su atuendo tradicional, el cual es motivo de denegación de servicios como créditos y acceso a restaurantes.
En 2016 Guadalajara fue discriminada en el Kentucky Bar and Grill —un popular sitio en Ciudad Juárez que se atribuye la invención del cóctel margarita— al serle negado el acceso por su aspecto cuando acudía al bar invitada por organizaciones de la sociedad civil. El caso fue condenado por el Consejo Nacional para Prevenir la Discriminación y la Procuraduría Federal del Consumidor anunció que multaría al lugar.
En 2017 Rosalinda trabajaba como coordinadora de atención a los indígenas en el Instituto Municipal de las Mujeres de Ciudad Juárez, en donde realizó una campaña bilingüe sobre la violencia contra la mujer.